# Amerikaanse auto in 1952
Dit artikel geeft een overzicht van alle Amerikaanse personenwagens geproduceerd in 1952 door een significante autoconstructeur. De auto's staan alfabetisch gerangschikt per merk. Hier staan enkel Amerikaanse merken, ongeacht of ze eigendom zijn van een niet-Amerikaans concern. Ook gaat het om constructeurs die algemeen bekend zijn met auto's die algemeen voor het publiek verkrijgbaar zijn. 
| Crosley |                  | concern:                 | Viking-Craft Manufacturing (1952) Verenigde Staten |
| Crosley | divisie:         |                          |                                                    |
| Crosley | merk:            | Crosley Verenigde Staten |                                                    |
| Crosley | model:           | Skorpion (kitcar)        |                                                    |
| Crosley | einde productie: | 1954                     |                                                    |
| Crosley | productieaantal: | ca. 150                  |                                                    |

| Ford |                  | concern:              | onafhankelijk |
| Ford | divisie:         |                       |               |
| Ford | merk:            | Ford Verenigde Staten |               |
| Ford | model:           | Crestline             |               |
| Ford | einde productie: | 1954                  |               |
| Ford | productieaantal: | ?                     |               |

| Ford |                  | concern:              | onafhankelijk |
| Ford | divisie:         |                       |               |
| Ford | merk:            | Ford Verenigde Staten |               |
| Ford | model:           | Mainline              |               |
| Ford | einde productie: | 1956                  |               |
| Ford | productieaantal: | ?                     |               |

| Mercury |                  | concern:                 | Ford Motor Company Verenigde Staten |
| Mercury | divisie:         |                          |                                     |
| Mercury | merk:            | Mercury Verenigde Staten |                                     |
| Mercury | model:           | Montery (1e generatie)   |                                     |
| Mercury | einde productie: | 1954                     |                                     |
| Mercury | productieaantal: | ?                        |                                     |

| Nash |                  | concern:              | onafhankelijk |
| Nash | divisie:         |                       |               |
| Nash | merk:            | Nash Verenigde Staten |               |
| Nash | model:           | Ambassador            |               |
| Nash | einde productie: | 1957                  |               |
| Nash | productieaantal: | ?                     |               |

| Packard |                  | concern:                 | onafhankelijk |
| Packard | divisie:         |                          |               |
| Packard | merk:            | Packard Verenigde Staten |               |
| Packard | model:           | Patrician                |               |
| Packard | einde productie: | 1954                     |               |
| Packard | productieaantal: | ?                        |               |

| Woodill |                  | concern:                              | onafhankelijk |
| Woodill | divisie:         |                                       |               |
| Woodill | merk:            | Woodill Verenigde Staten              |               |
| Woodill | model:           | Wildfire (kitcar op een Ford-chassis) |               |
| Woodill | einde productie: | 1958                                  |               |
| Woodill | productieaantal: | ca. 300                               |               |